# Sitio de Damieta (1218–1219)
El sitio de Damieta de 1218 formó parte de la quinta cruzada. La ciudad, bajo el control del ayubí Al-Kamil, fue sitiada y tomada por los cruzados en 1219.
Los caballeros pusieron sitio a la ciudad de Damieta con la ayuda de una flota de Frisia y una flotilla de la República de Génova bajo Simone y Pietro Doria. Incluso después de reforzarse con 35.000 hombres, sin embargo, fueron superados pesadamente por 70.000 musulmanes. En un giro interesante, los cruzados formaron una alianza con Kaikaus I, sultán selyúcida de Rüm en Anatolia. Kaikaus atacó a los ayubítas en Siria con el fin de que los cruzados no tendrían que luchar en dos frentes.